# Euxoa vaga
Euxoa vaga är en fjärilsart som beskrevs av Otto Staudinger 1890. Euxoa vaga ingår i släktet Euxoa och familjen nattflyn. Inga underarter finns listade i Catalogue of Life.